# Qualea lundii
Qualea lundii är en tvåhjärtbladig växtart som först beskrevs av Johannes Eugen ius Bülow Warming, och fick sitt nu gällande namn av Johannes Eugen ius Bülow Warming. Qualea lundii ingår i släktet Qualea och familjen Vochysiaceae. Inga underarter finns listade i Catalogue of Life.